# Live in Paris '79
Live in Paris '79 es un concierto del grupo de rock progresivo Supertramp, publicado por Eagle Rock en DVD y Blu Ray en agosto de 2012.

## Historia
El material de Live in Paris '79 fue filmado y grabado durante cuatro conciertos ofrecidos por Supertramp entre el 28 y el 31 de diciembre de 1979 en el Pavillon de París, Francia, durante la gira de promoción del álbum Breakfast in America. Fruto de las grabaciones, el grupo publicó Paris, un doble álbum en directo que fue certificado disco de oro por la RIAA.
En julio de 2006, las grabaciones originales de los conciertos fueron descubiertas en una granja propiedad del batería Bob Siebenberg, y el sonido fue restaurado en los estudios Cups 'N Strings de Santa Mónica (California) bajo la supervisión de Russel Pope, mientras que el material de archivo fue restaurado y transferido a alta definición a partir de la película de 16 mm original.
Publicado en agosto de 2012, Live in Paris '79 fue tratado en un principio como un proyecto a publicar durante la gira 70-10 Tour de Supertramp, pero su publicación fue finalmente retrasada. Tras su publicación, Roger Hodgson denunció que Live in Paris '79 fue un proyecto maquinado entre Bob Siebenberg, John Helliwell, Dougie Thomson y Dave Margereson, y que salió a la luz sin contar con su opinión.

## Contenido
1. «French Touch»
2. «School»
3. «Bloody Well Right»
4. «The Logical Song»
5. «Goodbye Stranger»
6. «Breakfast In America»
7. «Hide In Your Shell»
8. «Asylum»
9. «Even In The Quiestest Moments»
10. «Give A Little Bit»
11. «Dreamer»
12. «Rudy»
13. «Take The Long Way Home»
14. «Another Man's Woman»
15. «Child Of Vision»
16. «Fools Overture»
17. «Two Of Us»
18. «Crime of the Century»
19. «From Now On»
20. «Ain't Nobody But Me»
21. «You Started Laughing»
22. «A Soap Box Opera»
23. «From Now On»